# Boston (lớp tàu tuần dương)
Lớp tàu tuần dương Boston của Hải quân Hoa Kỳ là những tàu tuần dương mang tên lửa điều khiển đầu tiên trên thế giới. Hai chiếc trong lớp, Boston (CAG-1) và Canberra (CAG-2), được cải biến từ lớp tàu tuần dương hạng nặng Baltimore và đã phục vụ cho đến năm 1970.

## Bối cảnh
Cả hai chiếc trong lớp tàu thử nghiệm này nguyên là những tàu tuần dương hạng nặng thuộc lớp Baltimore đã được cho ngừng hoạt động sau khi Chiến tranh Thế giới thứ hai kết thúc, nhưng được xếp lớp lại như những tàu tuần dương tên lửa điều khiển hạng nặng với ký hiệu lườn CAG và bắt đầu được cải biến từ năm 1952. Dự án tái cấu túc và hiện đại hóa kéo dài bao gồm việc tháo dỡ tháp pháo 203 mm (8 inch) phía đuôi cùng những cấu trúc nâng đỡ nó, thay bằng hai bệ phóng tên lửa đất-đối-không Terrier nòng kép. Hai tháp pháo 203 mm (8 inch) phía trước được giữ lại; cấu trúc thượng tầng được cải biến để mang các dàn radar và điện tử kèm theo tên lửa Terrier, trong khi cấu trúc thượng tầng phía sau hoàn toàn đổi mới, và hai ống khói của lớp Baltimore được sáp nhập làm một.
Do tính chất thử nghiệm của lớp Boston, các con tàu chỉ được cải biến một phần; việc cải biến toàn bộ chỉ được thực hiện nếu như hệ thống vũ khí tỏ ra thành công. Nếu như chúng được cải biến toàn bộ, các tháp pháo chính phía trước sẽ được thay thế bởi các bệ phóng Terrier bổ sung.

## Hoạt động
Vào năm 1968, cả hai chiếc tàu tuần dương tên lửa điều khiển hạng nặng lớp Boston được xếp lớp ngược trở lại thành tàu tuần dương hạng nặng (CA); một phần là do việc sử dụng rộng rãi các khẩu pháo 203 mm (8 inch) vào việc bắn phá bờ biển trong cuộc Chiến tranh Việt Nam. Trong khi vẫn giữ lại các dàn tên lửa Terrier, sự tiến bộ kỹ thuật nhanh chóng đã khiến các vũ khí tiên phong này trở nên lạc hậu chỉ sau hơn một thập niên phục vụ, nên dàn vũ khí chính của con tàu lại là sáu khẩu pháo 203 mm (8 inch) còn giữ lại phía trước.
Nhiều đề nghị khác nhau cho việc hiện đại hóa có giới hạn hay cấu trúc lại toàn bộ được đề nghị (bao gồm SCB003.68), nhưng cuối cùng tất cả đều bị hủy bỏ. Đến năm 1970 cả hai chiếc lớp Boston đều được cho ngừng hoạt động lần sau cùng, được rút khỏi danh sách Đăng bạ Hải quân, và bị bán để tháo dỡ sau đó.

## Những chiếc trong lớp
| Tàu              | Đặt lườn            | Hạ thủy             | Hoạt động         | Số phận                                                         |
| Boston (CAG-1)   | 30 tháng 6 năm 1941 | 26 tháng 8 năm 1942 | tháng 11 năm 1955 | Ngừng hoạt động 5 tháng 5 năm 1970; tháo dỡ 28 tháng 3 năm 1975 |
| Canberra (CAG-2) | 3 tháng 9 năm 1941  | 19 tháng 4 năm 1943 | tháng 6 năm 1956  | Ngừng hoạt động 2 tháng 2 năm 1970; tháo dỡ 31 tháng 7 năm 1980 |